# If My Homie Calls
If My Homie Calls è un singolo del rapper statunitense 2Pac, pubblicato nel 1991 ed estratto dall'album 2Pacalypse Now.

## Tracce
1. If My Homie Calls (LP version)
2. Brenda's Got a Baby (radio mix)
3. If My Homie Calls (instrumental)
4. Brenda's Got a Baby (instrumental)